# 1700

## Esdeveniments
Països Catalans

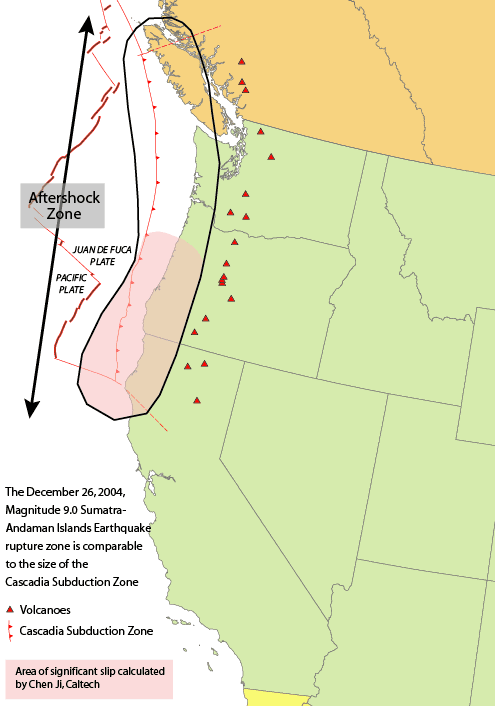
Terratrèmol de Cascadia/tsunami.

- França prohibeix l'ús públic del català a la Catalunya del Nord.

Resta del món
- 25 de març - Londres (Regne d'Anglaterra): se signat el Tractat de Londres de 1700 o Segon Tractat de Partició.
- 18 d'agost - Traventhal (Slesvig-Holstein): el Regne de Dinamarca i Noruega deixa l'aliança anti-sueca durant la Gran Guerra del Nord en el Tractat de Traventhal que va signar amb Suècia. També retorna Holstein-Gottorp al seu duc, que era un aliat de Suècia.
- Terratrèmol de Cascadia, un dels més forts enregistrats
- Els reis d'Espanya passen a ser de la família dels Borbons
- Fundació de l'Acadèmia dels Desconfiats
- Gran Guerra del Nord
  - 30 de novembre - Narva, Imperi Suec: Batalla de Narva, un dels primers enfrontaments de la Gran Guerra del Nord (1700-1721).[1]
- Inici de la Il·lustració

## Naixements
- 8 de febrer, Groningen: Daniel Bernoulli, matemàtic neerlandès (m. 1782)
- 30 d'abril, Estocolm, Suècia: Carles Frederic de Holstein-Gottorp, fill del duc Frederic IV de Holstein-Gottorp i de la princesa sueca Hedwig Sofia (m. 1739)
- 12 de maig, Nàpols, Luigi Vanvitelli, enginyer i arquitecte italià (m. 1773)
- 30 de setembre, Stanisław Konarski, pedagog polonès (m. 1773)[2]
- Parma, Ducat de Parma: Francesca Cuzzoni, soprano italiana (m. 1770)
- Messina, Regne de Sicília: Leopoldo de Gregorio, conegut com el Marquès d'Esquilache, polític espanyol d'origen italià destacat en el regnat de Carles III d'Espanya (m. 1785).

## Necrològiques
Països Catalans
- 20 de febrer, Palma: Margalida Beneta Mas i Pujol -Aina Maria del Santíssim Sagrament- lul·lista, mística i escriptora mallorquina (n. 1649).[3]

Resta del món
- maig - Louis Jolliet, explorador canadenc del territori nord-americà (n. 1645)
- 1 de maig - Aldwincle (Anglaterra) - John Dryden, escriptor anglès (n. 1631)
- 15 de maig - Beverly (Massachusetts, EUA) - John Hale, el principal "caçador" de bruixes estatunidenc (n. 1636)
- 15 de setembre - París (França) - André Le Nôtre, jardiner del rei Lluís XIV (n. 1613)
- 1 de novembre - Madrid (Espanya) - Carles II de Castella, donant inici a la Guerra de Successió Espanyola (n. 1661)
- 27 de setembre - Roma (Estats Pontificis) - Papa Innocenci XII (n. 1615)